# Citheronia albescens
Citheronia albescens är en fjärilsart som beskrevs av Lemaire 1972. Citheronia albescens ingår i släktet Citheronia och familjen påfågelsspinnare. Inga underarter finns listade i Catalogue of Life.